# Флотаційна машина пінної сепарації

Флотаційна машина пінної сепарації ФПС-16

Флотаційна машина пінної сепарації (рос. флотационная машина пенной сепарации, англ. foam-separation flotation machine, нім. Flotationsmaschine für Schaum(ab)scheidung) — пневматична флотаційна машина, в камеру якої вихідна пульпа подається безпосередньо на пінний шар. Більш гідрофобні частинки утримуються у піні, а менш гідрофобні під дією сили ваги та стікаючої води проходять крізь піну і випадають з неї. Одна з конструкцій П. с. ф. м показана на рис. Ґумові труби-аератори розташовані на глибині 150—200 мм під поверхнею пульпи. У випадку флотації водорозчинних солей з піни через сітку 8 виділяють маточник. П. с. ф. м забезпечує флотацію крупних частинок: сильвіну — до 3—4 мм, фосфориту — до 1,5 мм, сульфідних мінералів — до 2 мм, вугілля — до 3—4 мм.
За способом аерації машини пінної сепарації можуть належати до апаратів пневматичного типу, але від них вони відрізняються способом завантаження пульпи. Принципово новий спосіб подачі пульпи у машину забезпечує максимальну імовірність флотації при мінімальних значеннях інерційних сил, що дозволяє суттєво підвищити швидкість флотації і збільшити крупність флотованих частинок у 3—4 рази порівняно зі звичайними флотомашинами.

## Флотаційна машина пінної сепарації ФПС-16
Флотаційна машина пінної сепарації ФПС-16 (Україна, Росія) (рис.) включає пірамідальну камеру 1, у верхній частині якої встановлені два ряди перфорованих гумових аераторів 4. Пульпа, оброблена реагентами, надходить зверху через завантажувальний пристрій 2 і приймальні жолоби 4, які забезпечують рівномірний розподіл пульпи по всій довжині машини на її праву і ліву частини. У жолобах 4 пульпа розріджується і аерується повітрям, що ежектується при роботі бризкал 3, а також повітрям, що подається через гумові пористі трубки, які встановлені у цих жолобах. Потім пульпа надходить на пінний шар, який створюється в результаті подачі стисненого повітря (під тиском 1,5×105 Па) через трубчасті гумові аератори 5 з пористими стінками. Аератори встановлені на 150—200 мм нижче пінних порогів.
Процес розділення гідрофобних і гідрофільних частинок здійснюється на шарі піни. Гідрофобні мінеральні частинки закріплюються на поверхні повітряних бульбашок та утримуються у шарі піни, яка розвантажується самопливом або пінознімачами з бортів камери в жолоби 6, розташовані по обидва боки машини.
Гідрофільні частинки під дією сили ваги разом зі стікаючою водою проходять крізь піну в нижню частину камери 1, звідки розвантажуються через спеціальний розвантажувальний пристрій 7.